# Ludwig Blau
Ludwig Blau (ungarisch Lajos Blau, jiddisch יהודה אריה בלאו Jehuda Arje Blau, 29. April 1861 in Putnok, Kaisertum Österreich; gestorben 8. März 1936 in Budapest) war ein ungarischer jüdischer Gelehrter. Von 1914 bis 1932 war er Direktor der Landesrabbinerschule in Budapest.
Sein Spezialgebiet, auf dem er eine Vielzahl von Büchern und sonstigen Publikationen (Beiträge in der Zeitschrift für hebräische Bibliographie, in den Jahrbüchern des ungarischen Literaturvereins etc.) veröffentlichte, war talmudisches Recht und Realien.

## Leben
Ludwig Blau studierte u. a. an der Jeschiwa in Pressburg und von 1880 bis 1888 an der Landesrabbinerschule in Budapest, an der er ab 1887 als Lehrer („Supplent“) für Talmud tätig war. Parallel studierte er Philosophie und Orientalistik an der Universität Budapest (Promotion zum Dr. phil. 1887). Sein Rabbinerdiplom erhielt er 1888. Im selben Jahr wurde er an der Landesrabbinerschule Budapest a. o. und 1889 schließlich ordentlicher Professor für Bibel, hebräische und aramäische Sprache und Talmud (bis zu seinem Tod); 1899 übernahm er dort zusätzlich die Leitung der Bibliothek (bis 1922); 1914 wurde er zum Direktor dieser Anstalt ernannt.
Er war u. a. auch viele Jahrzehnte lang (1890 bis 1930) Redakteur der ungarisch-jüdischen Zeitschrift Magyar Zsidó Szemle. Er gehörte dem Vorstand des Vereines Mekize nirdamim an.

## Schriften

### Als Verfasser
- Der Concursus Vitiorum nach Talmudischem Recht. Budapest 1887.
- Die Erwählung Israels. Budapest 1890 (ungarisch).
- Massoretische Untersuchungen. Straßburg 1891.
- Zur Einleitung in die Heilige Schrift. Straßburg 1894.
- Beiträge zur Erklärung der Mechilta und des Sifre. In: Festschrift für Steinschneider. 1896.
- Das altjüdische Zauberwesen. Straßburg 1898.
- Studien zum althebräischen Buchwesen. Straßburg 1902.
- Leo Modenas Briefe und Schriftstücke. Budapest 1905 f.
- Bibliographie der Schriften Wilhelm Bachers. Frankfurt am Main 1910.
  - Dénes Friedman, Lajos Blau: Nachtrag zu „L. Blau’s Bibliographie der Schriften Wilhelm Bacher’s“. J. Kauffmann, Frankfurt am Main 1928, OCLC 44613934.
- Leben und Werke Wilhelm Bachers. Frankfurt am Main 1910 (ungarisch).
- Die jüdische Ehescheidung und der jüdische Scheidebrief. In 2 Teilen, Budapest 1911 f.
- Papyri und Talmud in gegenseitiger Beleuchtung. Leipzig 1913.
- Zur Geschichte des jüdischen Eherechts. In: Festschrift Adolf Schwarz zum siebzigsten Geburtstage. Hrsg. von S. Krauss in Zusammenarbeit mit V. Aptowitzer. R. Löwit, Berlin 1917, OCLC 492956811 (Nachdruck: Arno Press, New York 1980, ISBN 0-405-12275-6).
- Die vier gefangenen Talmudlehrer. 1923. In: Simonsen Festskrift.
- Das Schreiben der Sefer Thora. In: Soncino-Blätter. Beiträge zur Kunde des jüdischen Buches. Band 1. Berlin 1925–26, ZDB-ID 558288-X, S. 16–27, urn:nbn:de:hebis:30:1-135849 (sammlungen.ub.uni-frankfurt.de).

### Als Herausgeber
- Hazofe. 1910–1931, ZDB-ID 303260-7 (hebräische Vierteljahresschrift, seit 1920 u. d. T. Hazofe lehochmat jisrael).